# Иль-э-Барде
Иль-э-Барде́ (фр. Isle-et-Bardais) — коммуна во Франции, находится в регионе Овернь. Департамент коммуны — Алье. Входит в состав кантона Серийи. Округ коммуны — Монлюсон.
Код INSEE коммуны — 03130.

## Население
Население коммуны на 2008 год составляло 280 человек.
| 1962 | 1968 | 1975 | 1982 | 1990 | 1999 | 2008 |
| ---- | ---- | ---- | ---- | ---- | ---- | ---- |
| 490  | 538  | 476  | 381  | 355  | 321  | 280  |

## Экономика
В 2007 году среди 165 человек в трудоспособном возрасте (15—64 лет) 116 были экономически активными, 49 — неактивными (показатель активности — 70,3 %, в 1999 году было 66,0 %). Из 116 активных работали 111 человек (61 мужчина и 50 женщин), безработных было 5 (3 мужчин и 2 женщины). Среди 49 неактивных 11 человек были учениками или студентами, 21 — пенсионерами, 17 были неактивными по другим причинам.

## Достопримечательности
- Церковь Сен-Лоран (XIII век)
- Церковь Сен-Пьер (XIII век)
- Фонтан
- Пруд Пиро (XIX век)